# Doxilamina
A doxilamina é um fármaco com propriedades antialergênicas, antitérmicas, antitussígenas, antieméticas e sedativas. Doxilamina é um medicamento anti-histamínico utilizado para tratar insónia e alergias e — em associação com piridoxina (vitamina B6) — para tratar enjoos matinais em mulheres grávidas. Está disponível sem receita médica e é vendido sob marcas como Equate ou Unisom, entre outras; e é utilizado com antitússico noturno (por exemplo, NyQuil) e analgésicos contendo paracetamol ou codeína para ajudar no sono. O medicamento é administrado quimicamente pelo sal succinato de doxilamina e é tomado via oral. A doxilamina e outros anti-histamínicos de primeira geração são os medicamentos para dormir mais utilizados no mundo. Os efeitos secundários típicos da doxilamina incluem tonturas, sonolência, embriaguez e boca seca, entre outros.
Como anti-histamínico, a doxilamina é um agonista inverso do receptor H1 da histamina. Como anti-histamínico de primeira geração, atravessa normalmente a barreira hematoencefálica para o cérebro, produzindo assim um conjunto de efeitos sedativos e hipnóticos mediados pelo sistema nervoso central.
A doxilamina é também um potente anticolinérgico, o que significa que provoca delírio em doses elevadas (isto é, em doses muito superiores às recomendadas). Especificamente, é um antagonista dos receptores muscarínicos da acetilcolina M1 até M5. Estes efeitos sedativos e delirantes levaram, em alguns casos, a que a droga fosse utilizada recreativamente. A doxilamina foi descrita pela primeira vez em 1948 ou 1949.
Antagonista do receptor H1 da histamina, também tem sido administrada em aplicações veterinárias, e já foi utilizada no tratamento do mal de Parkinson entre outros.